# MAN NG 272(2)
Pour le modèle précédent, voir MAN NG 272.
Le MAN NG 272(2) est un autobus articulé construit par MAN de 1992 à 2000.

## Histoire
En 1992, le MAN NG 272 remplace le MAN NG 272, il porte également la nouvelle désignation interne MAN : A11. Cet autobus articulé reprend la base du NG 272, seul l'aménagement intérieur diffère ainsi que les fenêtres.
En 1995, les moteurs Euro2 équipent l'autobus et il est ainsi rennomé MAN NG 262 et MAN NG 312.
La production cesse en 1999, le successeur étant le Lion's City G.

## Caractéristiques techniques
Cet autobus possède 48 ou 53 places assises.
- Longueur             = 17,940 m
- Largeur              = 2,500 m
- Hauteur              = 2,872 m
- Poids à vide         = 28,000 t